# قایتاش
قایتاش (به ازبکی: Qoʻytosh) یک منطقهٔ مسکونی در ازبکستان است که در شهرستان غله‌آرال واقع شده‌است. قایتاش ۵٬۱۷۸ نفر جمعیت دارد.